# Harsjön (Åre socken, Jämtland)
Harsjön är en sjö i Åre kommun i Jämtland och ingår i Indalsälvens huvudavrinningsområde. Sjön har en area på 1,98 kvadratkilometer och ligger 638,3 meter över havet. Sjön avvattnas av vattendraget Harån.

## Delavrinningsområde
Harsjön ingår i det delavrinningsområde (703295-133051) som SMHI kallar för Utloppet av Harsjön. Medelhöjden är 668 meter över havet och ytan är 10,8 kvadratkilometer. Det finns inga avrinningsområden uppströms utan avrinningsområdet är högsta punkten. Harån som avvattnar avrinningsområdet har biflödesordning 3, vilket innebär att vattnet flödar genom totalt 3 vattendrag innan det når havet efter 377 kilometer. Avrinningsområdet består mestadels av skog (76 procent). Avrinningsområdet har 1,98 kvadratkilometer vattenytor vilket ger det en sjöprocent på 18,3 procent.